# Loboptera hispanica
Loboptera hispanica är en kackerlacksart som beskrevs av Harz 1975. Loboptera hispanica ingår i släktet Loboptera och familjen småkackerlackor.
Artens utbredningsområde är Spanien. Inga underarter finns listade i Catalogue of Life.